# Tengo una pregunta para usted
Tengo una pregunta para usted es un programa de televisión emitido en España por televisión en el canal La 1 de Televisión Española (TVE) y por radio en el canal Radio 1 de Radio Nacional de España (RNE). En el programa, un grupo de cien ciudadanos anónimos entrevistan a líderes políticos invitados. Lorenzo Milá es el presentador y moderador de la mayoría de las ediciones, aunque Ana Blanco hizo dos ediciones autonómicas.
El formato se basa en el programa francés J'ai une question à vous poser (emitido por la TF1), donde se entrevistó a Nicolas Sarkozy y Ségolène Royal. La versión española se estrenó el 27 de marzo de 2007 y su emisión es atemporal. Se emitieron diez programas a nivel nacional, y dos ediciones autonómicas para Andalucía y Cataluña.

## Historia del programa

### Ediciones 2007: Primeras ediciones con los líderes de los principales partidos de España (PSOE, PP, IU, CiU, ERC)
El programa, que ya había tenido éxito en Francia, se decidió importar a España comenzando sus emisiones en el año 2007, con tres ediciones sobre los principales partidos de la política española. 
La primera edición se emitió el 27 de marzo de 2007 con el título Tengo una pregunta para Usted, Señor Presidente, ya que el entrevistado fue el presidente del Gobierno de España y Secretario General del Partido Socialista Obrero Español, José Luis Rodríguez Zapatero. El programa fue visto por 16.206.000 espectadores, con una audiencia media de 5.834.000 espectadores y 30,3% de cuota de pantalla, siendo líder a audiencia en su franja horaria.
En la segunda edición, emitida el 19 de abril de 2007 con el título Tengo una pregunta para usted, señor Rajoy acudió como invitado el líder de la oposición y presidente del Partido Popular, Mariano Rajoy. Los índices de audiencia superaron los de la primera entrega, con una media de 6.338.000 espectadores y una cuota de pantalla del 34,9%. El programa fue visto por un total de 18.559.000 personas.
El 16 de octubre de 2007 se emitió la tercera edición, con la asistencia del coordinador general de Izquierda Unida (tercera fuerza política), Gaspar Llamazares; el secretario general de Convergència i Unió (cuarta fuerza), Josep Antoni Duran i Lleida; y el presidente de Esquerra Republicana de Catalunya, Josep-Lluís Carod-Rovira (quinta fuerza). El presidente del Partido Nacionalista Vasco (sexta fuerza), Josu Jon Imaz, declinó la invitación de TVE para asistir a la macroentrevista. El programa registró una audiencia media de 4.105.000 espectadores y 22,2% de cuota de pantalla.

### Ediciones 2007: Ediciones autonómicas en Andalucía y Cataluña
El mismo año 2007 se llevaron a cabo las primeras ediciones autonómicas, es decir, en desconexión territorial para algunas comunidades autónomas, con una posterior redifusión al resto de España. Se comenzó con Andalucía y Cataluña, las dos principales comunidades españolas en términos de población. Sería la primera vez que el programa se emitía en una lengua distinta del castellano (en catalán), y con un presentador nuevo (Ana Blanco) debido a que Lorenzo Milá conduciría una de las ediciones, que se emitirían a la vez.
El 20 de noviembre de 2007 se emitió la primera de dichas ediciones, con la presencia de los respectivos presidentes autonómicos. La edición andaluza contó con la presencia del presidente autonómico, el socialista Manuel Chaves, quien respondió un total de 28 preguntas. El programa fue presentado y moderado por Ana Blanco. En Cataluña se emitió en catalán con el título Tinc una pregunta per vostè y presentado por el mismo Lorenzo Milá. El presidente de la Generalidad de Cataluña, el también socialista José Montilla, respondió a 31 de los 60 asistentes.
Posteriormente, el 18 de diciembre, y siguiendo la misma fórmula, participaron los líderes de la oposición de Andalucía, Javier Arenas (Partido Popular) y de Cataluña, Artur Mas (Convergència i Unió), en sendas desconexiones territoriales.

### Ediciones 2008: Luis Aragonés y Alberto Ruiz-Gallardón
El 15 de abril de 2008 se emitió la octava edición (cuarta a nivel nacional), con el seleccionador de fútbol de España, Luis Aragonés, como invitado. En esta ocasión, además de ser la primera en la que el protagonista no era un político, asistieron como público sesenta personas (en lugar del centenar de anteriores ediciones). El programa registró una audiencia media de 2.491.000 espectadores y 13,5% de cuota de pantalla.
Cinco meses después, el 15 de septiembre, se emitió la novena edición (quinta a nivel nacional), con la participación de Alberto Ruiz-Gallardón, alcalde de Madrid, quien respondió a 36 preguntas que le formularon 27 ciudadanos. La emisión fue seguida por una media de 2.952.000 espectadores y un 17,3% de cuota de pantalla.

### Ediciones 2009: Segundas ediciones con los líderes de los principales partidos de España (PSOE, PP, IU, CiU, ERC), y premios Ondas
La décima edición (sexta a nivel nacional) se realizó el 26 de enero de 2009, cuando José Luis Rodríguez Zapatero, Presidente del gobierno español, acudió al programa, donde respondió a las preguntas de los ciudadanos, siendo los temas centrales de estas preguntas la crisis económica y el paro.
El 30 de marzo de 2009 tuvo lugar una nueva entrega del programa. Mariano Rajoy se enfrentó por segunda vez a las preguntas de los ciudadanos. Las recetas de Rajoy contra la crisis económica centraron la atención de las personas presentes en el plató. En esta edición el líder del PP contestó a 33 preguntas frente a las 16 que contestó Zapatero en la anterior edición del programa.
El 21 de abril de 2009 tuvo lugar la 12.ª edición. Al igual que en la 3.ª, acudieron los líderes de los tres partidos minoritarios IU, CiU y ERC. El PNV volvió a rechazar la invitación y UPyD no fue invitado. Esto fue criticado por Rosa Díez, líder de este partido, en el Congreso de los Diputados.Comisión de Control de TVE. Esta edición tuvo una caída importante de espectadores, perdiendo la mitad de los espectadores que vieron la 3.ª edición homóloga de 2007.
En octubre de ese año se anunció la entrega de uno de los Premios Ondas al programa, por ser un "profundo calado social que ha hecho aterrizar la política en la calle". El conductor Lorenzo Milá lo señaló como "un privilegio poder hacer programas en el que los políticos no responden con frases hechas a las preguntas, convencionales y previsibles muchas veces, de periodistas"

### Últimas ediciones
La última edición fue emitida el 27 de octubre de 2009. Por primera vez se centró en el mercado de trabajo, y contó con la participación de Ignacio Fernández Toxo (secretario general de Comisiones Obreras, CCOO), Gerardo Díaz Ferrán (presidente de la Confederación Española de Organizaciones Empresariales, CEOE), y Cándido Méndez (secretario general de la Unión General de Trabajadores, UGT).

### Futuro
Tras 13 ediciones y el reconocimiento de la serie con los Premios Ondas, TVE anunció nuevas ediciones del programa para la programación del curso 2009-2010. Las nuevas ediciones estarían moderadas por Ana Blanco, que tomaría el relevo de Lorenzo Milá como conductora del programa. Finalmente, la cadena pública descartó la idea de retomar el formato y no volvió a la pantalla.

### Curiosidades
- Los tres únicos miembros que han paticipado más de una vez en el programa han sido José Luis Rodríguez Zapatero, Mariano Rajoy y Josep Antoni Duran i Lleida, en dos ocasiones cada uno.

- En las ediciones 3.ª y 12.ª se invitó a los partidos minoritarios (IU, CiU, ERC y PNV). El Partido Nacionalista Vasco ha sido el único partido que ha rechazado participar en el programa, en ambas ocasiones. Por el contrario, UPyD no fue invitada a la 12.ª edición, cuando sí querían acudir[14]

- Del mismo modo, TVE invitó al Alcalde de Madrid pero no al líder de la oposición en el ayuntamiento, siendo la única vez hasta la fecha que se ha invitado a un político y no al principal partido de la oposición. También ha sido la única vez hasta la fecha que se ha invitado a un político municipal en vez de a uno autonómico.

- Hasta la fecha, Luis Aragonés ha sido el único no político que ha acudido al programa, si exceptuamos a los miembros de los sindicatos y la patronal de empresarios, que también hablaron de temas políticos.

- Las audiencias se suelen considerar como un enfrentamiento para ver qué partido concita más audiencia. El PSOE ha vencido al PP en dos de los tres enfrentamientos (Chaves a Arenas y segundo enfrentamiento de Zapatero a Rajoy) y el PP en uno (primer enfrentamiento de Zapatero a Rajoy).

- Zapatero ha congregado a un mayor número de telespectadores que Rajoy, pero Rajoy ostenta el récord de cuota de pantalla (porcentaje de telespectadores).

## Cuadro resumen de todas las ediciones
| Edición | Fecha                    | Invitado                                                                                  | Idioma     | Presentador  | Audiencia  | Cuota de pantalla |
| ------- | ------------------------ | ----------------------------------------------------------------------------------------- | ---------- | ------------ | ---------- | ----------------- |
| 1.ª     | 27 de marzo de 2007      | José Luis Rodríguez Zapatero (Presidente del Gobierno, PSOE)                              | Castellano | Lorenzo Milá | 5,83 mill. | 30,3%             |
| 2.ª     | 19 de abril de 2007      | Mariano Rajoy (PP)                                                                        | Castellano | Lorenzo Milá | 6,33 mill. | 34,9%             |
| 3.ª     | 16 de octubre de 2007    | Gaspar Llamazares (IU), Josep Antoni Duran i Lleida (CiU), Josep-Lluís Carod-Rovira (ERC) | Castellano | Lorenzo Milá | 4,1 mill.  | 22,2%             |
| 4.ª     | 20 de noviembre de 2007  | Manuel Chaves (Presidente de la Junta de Andalucía, PSOE)                                 | Castellano | Ana Blanco   | 1,47 mill. | 18,2% (Andalucía) |
| 5.ª     | 20 de noviembre de 2007  | José Montilla (Presidente de la Generalidad de Cataluña, PSC-PSOE)                        | Catalán    | Lorenzo Milá | 0,64 mill. | 15,4% (Cataluña)  |
| 6.ª     | 18 de diciembre de 2007  | Javier Arenas (PP de Andalucía)                                                           | Castellano | Ana Blanco   | 1,23 mill. | 15,6% (Andalucía) |
| 7.ª     | 18 de diciembre de 2007  | Artur Mas (CiU)                                                                           | Catalán    | Lorenzo Milá |            |                   |
| 8.ª     | 15 de abril de 2008      | Luis Aragonés (Entrenador de la Selección Española de Fútbol)                             | Castellano | Lorenzo Milá | 2,49 mill. | 13,5%             |
| 9.ª     | 15 de septiembre de 2008 | Alberto Ruiz-Gallardón (Alcalde de Madrid, PP)                                            | Castellano | Lorenzo Milá | 2,95 mill. | 17,3%             |
| 10.ª    | 26 de enero de 2009      | José Luis Rodríguez Zapatero (Presidente del Gobierno, PSOE)                              | Castellano | Lorenzo Milá | 6,43 mill. | 30,5%             |
| 11.ª    | 30 de marzo de 2009      | Mariano Rajoy (PP)                                                                        | Castellano | Lorenzo Milá | 5,33 mill. | 26,8%             |
| 12.ª    | 21 de abril de 2009      | Cayo Lara (IU), Josep Antoni Duran i Lleida (CiU), Joan Ridao (ERC)                       | Castellano | Lorenzo Milá | 1,95 mill. | 11,5%             |
| 13.ª    | 28 de octubre de 2009    | Ignacio Fernández Toxo (CCOO), Gerardo Díaz Ferrán (CEOE), Cándido Méndez (UGT)           | Castellano | Ana Blanco   | 2,3 mill.  | 13%               |

(Nota respecto a las desconexiones autonómicas: los programas autonómicos de Cataluña y Andalucía se emitieron después en redifusión por TVE al resto de España. En la cifra se tiene en cuenta el total de espectadores españoles (sumados los de la comunidad en desconexión con los que lo vieron más tarde), mientras que en la cuota de pantalla se computan sólo los de la comunidad en desconexión. El mayor interés del conjunto de los españoles en los programas sobre Andalucía respecto a los de Cataluña está influenciado por el hecho de que los programas sobre Andalucía fueron en castellano y los de Cataluña en catalán).

## El público
El instituto TNS-Demoscopia elige de forma independiente para RTVE una muestra representativa de la población española actual. Para cada una de las ediciones se seleccionó un grupo de 100 personas de todas las comunidades autónomas, de distintas edades, sexos, profesiones, estado civil y situación laboral.

## Premios
- Premio Ondas 2007 al mejor programa de televisión.